# Weinbaugebiet
Weinbaugebiet ist ein gesetzlich geschützter Begriff, der synonym mit Weinanbaugebiet oder Anbaugebiet im offiziellen Sprachgebrauch verwendet wird – teilweise sogar innerhalb derselben Rechtsvorschriften (im Volksmund auch: Weingebiet). Die Begriffe bezeichnen eine geografische Region, in der Wein mit der konkreten Bezeichnung eines bestimmten Weinbaugebietes angebaut werden darf. Entscheidend ist der unmissverständliche Zusatz …gebiet, so z. B. bei Gebietswinzergenossenschaft.
In der Regel sind Weinbaugebiete historisch gewachsen, haben im Zuge zahlreicher Generationen bestimmte regionale Traditionen und Eigenheiten des Weinbaus, der Rebveredelung, Weinherstellung oder Vermarktung ausgebildet und stellen Weine von vergleichbarer Art her.
Erstmals wurde 1756 die nordportugiesische Weinregion Alto Douro gesetzlich definiert. Seitdem ist es Standard geworden, Weinregionen durch das Weinrecht gesetzlich eindeutig zu definieren.
Weinbaugebiete regeln und überwachen in ihren Grenzen Qualitäts- und Lagenbezeichnungen und prämieren Weine. Aufgrund unterschiedlicher topografischer, klimatischer und geologischer Bedingungen und agrikultureller Traditionen sind im Laufe der Zeit in vielen einzelnen Weinbaugebieten auch spezifische Rebsorten kultiviert und veredelt worden. Daraus haben sich in der Regel auch eigene Weinstilistiken entwickelt.

## Deutschsprachiger Raum

### Weinbau in Deutschland
Rebfläche (2012): 102.340 Hektar
Details siehe Weinbau in Deutschland#Anbaugebiete

### Weinbau in Liechtenstein
Rebfläche (2013): 14 Hektar

### Weinbau in Luxemburg
Rebfläche (2005): 1300 Hektar

### Weinbau in Österreich
Rebfläche (Weinernte 2019): 48.721 Hektar
Die Fläche gliedert sich in drei Regionen mit 17 Gebieten:

#### Region Weinland
1. Burgenland: Eisenberg, Leithaberg, Mittelburgenland, Neusiedlersee und Rosalia
2. Niederösterreich: Carnuntum, Kamptal, Kremstal, Thermenregion, Traisental, Wachau, Wagram und Weinviertel
3. Wien: Wien

#### Region Steirerland
Südsteiermark, Vulkanland Steiermark und Weststeiermark

#### Region Bergland
Kärnten, Oberösterreich, Salzburg, Tirol und Vorarlberg

### Weinbau in der Schweiz
Rebfläche (2000): 15.000 Hektar
Bündner Herrschaft, Drei-Seen-Land (Bielersee, Neuenburgersee, Murtensee), Waadt, Genf, Wallis, Tessin, Aargau, Luzern, Schaffhausen, Zürich

## Übriges Europa

### Weinbau in Albanien
Rebfläche (2009): 9.800 Hektar

### Weinbau in Belgien
Rebfläche (2005): 300 Hektar

### Weinbau in Bosnien und Herzegowina
Rebfläche (2013): 3.500 Hektar

### Weinbau in Bulgarien
Rebfläche (2002): 108.000 Hektar

### Weinbau in Dänemark
Unterschieden werden die vier Weinbaugebiete Jütland, Fünen, Seeland und Bornholm.

### Weinbau in Frankreich
Rebfläche (2007): 867.400 Hektar
- Bordeaux
 Margaux, Pauillac, Saint-Julien, Saint-Estèphe, Listrac, Moulis, Fronsac, Pomerol, Saint-Émilion, Graves, Pessac-Léognan, Sauternes, Barsac, Entre deux mers
- Burgund
 Chablis, Côte de Nuits, Côte de Beaune, Côte Chalonnaise, Mâconnais, Beaujolais
- Sud-Ouest Weinanbaugebiete im Südwesten Frankreichs

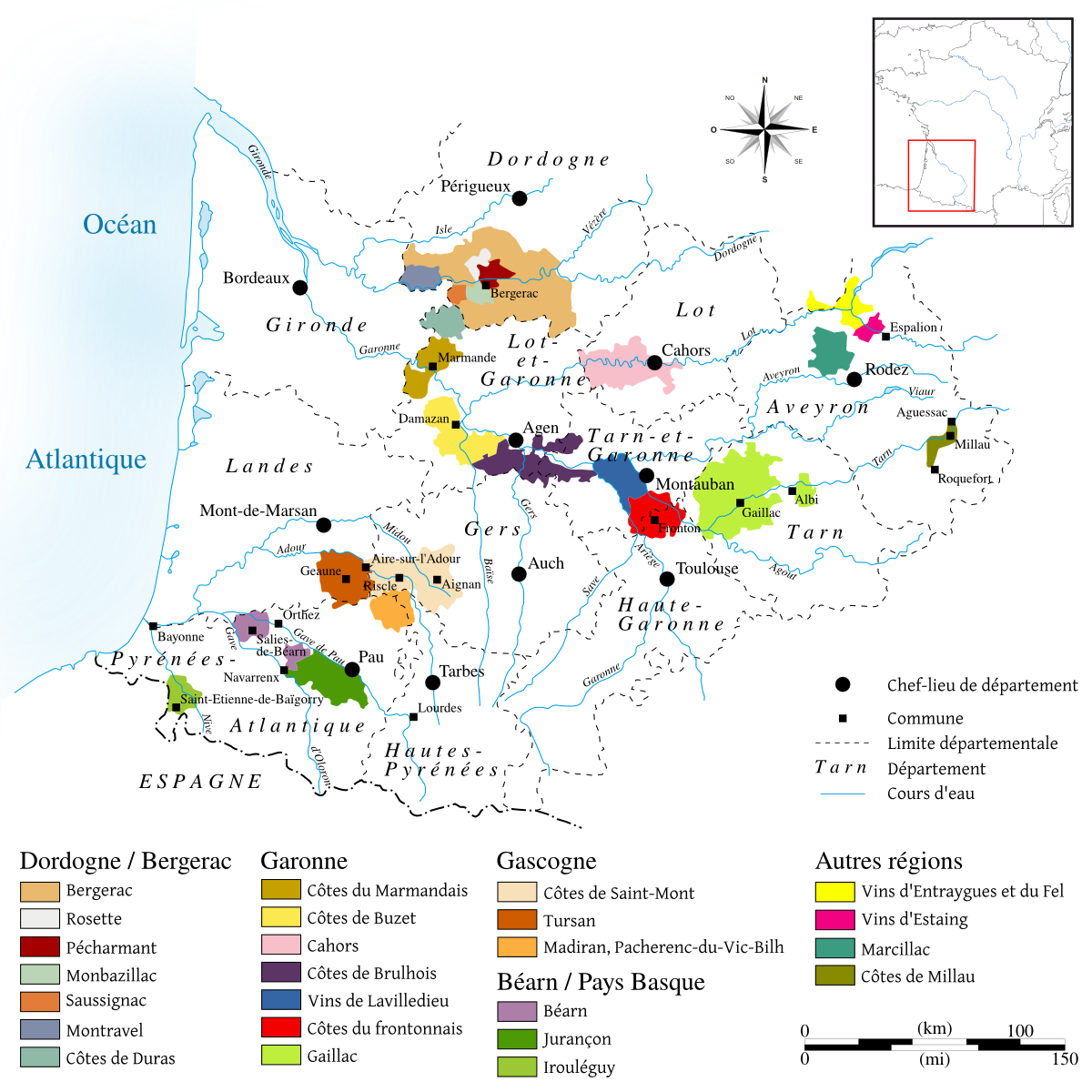
Weinanbaugebiete im Südwesten Frankreichs

 Armagnac, Béarn, Bergerac, Buzet, Brulhois, Cahors, Côtes de Duras, Côtes de Gascogne, Côtes de Saint-Mont, Côtes du Frontonnais, Côtes du Marmandais, Floc de Gascogne, Gaillac, Irouléguy, Jurançon, Lavilledieu, Madiran, Marcillac, Tursan, Entraygues et Fel, Estaing
- Rhônetal
 Côtes du Rhône, Côte du Rhône Villages, Châteauneuf-du-Pape, Condrieu, Cornas, Costières de Nîmes, Côte-Rôtie, Crozes-Hermitage, Gigondas, Hermitage, Lirac, Luberon, Saint-Joseph, Tavel, Vacqueyras
- Champagne
- Elsass
- Est
- Jura
 Arbois, Château-Chalon, Côtes du Jura, Crémant du Jura, L’Étoile
- Korsika
- Languedoc-Roussillon
 Banyuls, Blanquette de Limoux, Cabardès, Collioure, Corbières, Côtes du Roussillon, Fitou, Maury, Minervois, Rivesaltes
- Loiretal
 Anjou, Bonnezeaux, Bourgueil, Cheverny, Chinon, Sancerre, Saumur, Savennières, Muscadet
- Provence Weinbaugebiete in der Provence

Weinbaugebiete in der Provence

 Aix-en-Provence, Bandol, Bellet, Cassis, Côtes de Provence

### Weinbau in Georgien
Rebfläche (2005): 60.000 Hektar

### Weinbau in Griechenland
Rebfläche (2000): 129.000 Hektar
Aminteon, Goumenissa, Naoussa, Cotes de Meliton, Anchialos, Rapsani, Zitsa, Mantinia, Nemea, Patras, Robola von Kefallonia, Archanes, Daphnes, Peza, Sitia, Paros, Rhodos, Santorini, Kantza, Samos, Limnos

### Weinbau in Irland
Rebfläche: einige Hektar vornehmlich um Cork

### Weinbau in Italien
Rebfläche (2018): 675.818 Hektar
Aostatal, Piemont, Ligurien, Lombardei, Trentino, Südtirol, Friaul – Julisch Venetien, Venetien, Emilia-Romagna, Marken, Toskana (Chianti), Umbrien, Latium, Abruzzen, Molise, Apulien, Kampanien, Kalabrien, Basilikata, Sizilien, Sardinien

### Weinbau in Kroatien
Rebfläche (2000): ca. 60.000 Hektar
Kroatien ist durch seine vielfältigen Landschaften eine sehr reichhaltige Weinregion. Grundsätzlich als Weingebiete in Kroatien können das kontinental-pannonische Weinanbaugebiet Slawonien, höhergelegene Gebiete in Kroatien, wie etwa das Hrvatsko Zagorje, sowie der mediterrane Teil an der Adriaküste (insbesondere Dalmatien, Istrien und die Inseln) bezeichnet werden.

### Weinbau in Nordmazedonien
Rebfläche (2008): 22.400 Hektar
In Nordmazedonien wurden in den 1980er-Jahren zwei Drittel der gesamten Weinproduktion Jugoslawiens erzeugt. In der heutigen Republik Nordmazedonien wird zu 80 % Rotwein erzeugt, Schwerpunkt ist die Weinbauregion Povardski (Vardartal).

### Weinbau in Malta
Rebfläche: 1.000 Hektar

### Weinbau in Moldau
Rebfläche (2003): 149.000 Hektar
Moldau gehörte zu den wichtigsten Weinproduzenten für die Sowjetunion. Heute noch hat der moldauische Weinbau seine Kunden hauptsächlich in den Ländern Osteuropas und Zentralasiens.
Weinbaugebiete befinden sich in Bălți im Norden, in Codru (zentrale Region), bei Cahul im Süden und im Bereich Nistreana im Südosten.

### Weinbau in Montenegro
Rebfläche (2010): 11.000 Hektar

### Weinbau in Polen
Rebfläche (2011): 500 Hektar
Weinbautradition seit dem Mittelalter, später konzentriert um Zielona Góra (deutsch: Grünberg/Niederschlesien); heute werden drei Anbaugebiete (Regionen) nach klimatischen Gegebenheiten unterschieden.

### Weinbau in Portugal
Rebfläche (2000): 261.000 Hektar
Tavora-Varosa, Barraida, Dão, Alto Douro, Beira Interior, Ribatejo, Lourinha, Obidos, Alenquer, Torres Vedras, Arruda, Bucelas, Palmela, Sétubal, Alentejo, Lagos, Portimão, Lagoa, Tavira, Madeira, Pico (Azoren), Colares

### Weinbau in Rumänien
Rebfläche: 239.000 Hektar
Rumänien ist der fünftgrößte Weinproduzent Europas. Wichtige Anbaugebiete liegen in der Moldau (in Cotnari, Panciu und Odobești), Walachei (in Dealu Mare und Drăgășani); Siebenbürgen (in Jidvei); Dobrudscha (bei Murfatlar); Kreischgebiet (Pâncota und Miniș)

### Weinbau in Russland
Rebfläche (2000): 70.000 Hektar

### Weinbau in Schweden
Rebfläche: 25 Hektar
Schonen, Gotland und Tynningö

### Weinbau in der Slowakei
Rebfläche (2000): 28.300 Hektar
Malokarpatská vinohradnícka oblasť (Kleinkarpatisches Weinbaugebiet), Južnoslovenská vinohradnícka oblasť (Südslowakisches Weinbaugebiet), Nitrianska vinohradnícka oblasť (Neutraer Weinbaugebiet), Stredoslovenská vinohradnícka oblasť (Zentralslowakisch Weinbaugebiet), Východoslovenská vinohradnícka oblasť (Ostslowakisches Weinbaugebiet), Tokajská vinohradnícka oblasť (Tokajer Weingebiet in der Slowakei)

### Weinbau in Slowenien
Rebfläche (2023): 17.500 Hektar
Weinbautradition seit über 1800 Jahren, durchgehend seit dem 13. Jahrhundert.
Bis zu 28.000 weinproduzierende Betriebe. Gesamtertrag pro Jahr zwischen 800.000 und 900.000 Hektoliter.
Drei Weinbauregionen, unterteilt in neun Weinanbaugebiete:
- Podravje: Slowenische Steiermark, Prekmurje
- Posavje: Bela krajina, Dolenjska, Bizeljsko-Sremič
- Primorska: Brda, Vipava-Tal, Karst, Slovenska Istra

### Weinbau in Spanien
Rebfläche (2012): 1.018.000 Hektar
Festland: Andalusien, Aragón, Cataluña, Extremadura, Galicia, Castilla-La Mancha, Vinos de Madrid, Murcia, Navarra, Ribera del Duero (Castilla y León), El Bierzo (Castilla y León), Rioja, Utiel-Requena, Valdepeñas, Valencia, Yecla
Kanaren: Abona, El Hierro, Lanzarote, La Palma, Tacoronte-Acentejo, Valle de Guimar, Valle de Orotava, Ycoden-Daute-Isora
Balearen: Mallorca, Ibiza, Menorca, Formentera

### Weinbau in Tschechien
Rebfläche (2000): 14.000 Hektar
Mähren: Brno, Bzenec, Mikulov, Mutěnice, Velké Pavlovice, Znojmo, Strážnice, Kyjov, Uherské Hradiště, Podluží, Valtice
Böhmen: Prag, Čáslav, Mělník, Roudnice nad Labem, Velké Žernoseky

### Weinbau in Ungarn
Rebfläche (2000): 91.000 Hektar
Tokaj-Hegyalja, Plattensee (Balaton), Villány-Siklós, Sopron, Eger, Szekszárd, Kunság, Tolna, Mátra, Zala

### Weinbau in der Ukraine
Rebfläche (2000): 125.000 Hektar
Krim, Bessarabien, Transkarpatien, Cherson

### Weinbau im Vereinigten Königreich
Rebfläche (2000): 1.000 Hektar

## Amerika

### Weinbau in Argentinien
Rebfläche (2003): 211.000 Hektar
Jujuy, Salta, Catamarca, La Rioja, San Juan, Mendoza, Valle De Uco, San Rafael, Rio Negro

### Weinbau in Bolivien
Rebfläche (2007): 5.000 Hektar
Hauptweinbaugebiet ist Tarija

### Weinbau in Brasilien
Rebfläche (2000): 61.000 Hektar

### Weinbau in Chile
Rebfläche (2004): 165.482 Hektar

### Weinbau in Kanada
Haupt-Weinbaugebiete Kanadas sind die Niagara-Halbinsel (Ontario), z. B. Niagara-on-the-Lake, Okanagan und Kelowna (British Columbia).

### Weinbau in Mexiko
- Baja California, z. B. Ensenada

### Weinbau in Uruguay
Rebfläche: 10.000 Hektar

### Weinbau in den Vereinigten Staaten
Rebfläche (2003): 415.000 Hektar
- Kalifornien
  - Napa Valley AVA
  - Sonoma Valley AVA
- Arizona
- Oregon
  - Applegate Valley
  - Hood River County
  - Rogue Valley
  - Umpqua Valley
  - Willamette Valley
- Pacific Northwest
  - Columbia Valley (Oregon and Washington)
  - Walla Walla Valley (Oregon und Washington)

Siehe auch: American Viticultural Area

## Afrika

### Weinbau in Ägypten
Rebfläche: 57.000 Hektar

### Weinbau in Algerien
Rebfläche: 69.000 Hektar

### Weinbau in Libyen
Rebfläche: 6.000 Hektar

### Weinbau in Madagaskar
Rebfläche (1997): 2.000 Hektar

### Weinbau in Marokko
Rebfläche (2000): 50.000 Hektar

### Weinbau in Namibia
Rebfläche (2014): mehr als 10,1 Hektar
- Neuras (Neuras Winery)
- Omaruru (Kristall Kellerei)
- Otavi (u. a. Thonningii)

### Weinbau in Südafrika
Rebfläche (2005): 136.000 Hektar
Weinbauregionen
- Western Cape, u. a. mit Distrikt Stellenbosch
- Breede River Valley
- Klein Karoo (oder Little Karoo)
- Boberg
- Olifants River
- Cape Agulhas

### Weinbau in Tansania
Rebfläche (1997): 3.000 Hektar

### Weinbau in Tunesien
Rebfläche (2000): 29.000 Hektar

## Australien und Ozeanien

### Weinbau in Australien
Rebfläche (2000): 140.000 Hektar
- Hunter Valley
- Swan River Valley
- Barossa Valley

### Weinbau in Französisch-Polynesien
Rebfläche (2010): 6 Hektar

### Weinbau in Indonesien
Rebfläche (2018): 34,5 Hektar
Hinweis: Indonesien liegt zum Teil auch in Asien.

### Weinbau in Neuseeland
Rebfläche (2004): 20.000 Hektar

## Asien

### Weinbau in Afghanistan
Rebfläche (1999): 51.800 Hektar
Der Anbau von Wein in Afghanistan ist aus religiösen Gründen auf den Anbau von Tafeltrauben zum Verzehr und zur Herstellung von Rosinen beschränkt.

### Weinbau in China
Rebfläche:
- 1999: 240.000 Hektar
- 2007: 490.000 Hektar

### Weinbau in Indien
Ende des 19. Jahrhunderts wegen einer Rebkrankheit eingestellt, seit neuerem werden wieder größere Rebflächen bebaut.

### Weinbau im Irak
Rebfläche: 45.000 Hektar
Diese Rebfläche dient fast ausschließlich zur Herstellung von Rosinen und Tafeltrauben.

### Weinbau in Iran
Rebfläche (2000): 270.000 Hektar (damit weltweit Nummer 6 bei der Reihung der Rebflächen pro Land)
Der Anbau von Wein ist in der Islamischen Republik Iran aus religiösen Gründen gesetzlich auf den Anbau von Tafeltrauben zum direkten Verzehr und zur Herstellung von Rosinen beschränkt. Jedoch werden iranische Trauben teils in kleinen Mengen exportiert und in anderen Ländern zu Wein verarbeitet.

### Weinbau in Israel
Rebfläche (2000): 5.000 Hektar
Bet Schemesch, Beit Jala, Hebron, Zichron Ja’akow, Berg Karmel, Golanhöhen u. a.

### Weinbau in Japan
Rebfläche: 25.000 Hektar

### Weinbau im Libanon
Im Bekaa-Tal finden sich einige Weingüter. Am bekanntesten ist das Château Musar der Familie Hochar, das in klassischer Manier Weine aus Rebsorten des Bordelais herstellt und in manchen Jahren die berühmten Weine des Médoc qualitativ erreicht.

### Weinbau in Syrien
Rebfläche: 120.000 Hektar

### Weinbau in der Türkei
Rebfläche: 581.000 Hektar
- Bozcaada
- Kayaklıdere
- Villa Doluca